# Мухин, Денис Владиславович
Денис Владиславович Мухин (род. 23 апреля 1980, Выкса, Горьковская область) — российский самбист и дзюдоист, чемпион и призёр чемпионатов России и Европы по самбо, призёр чемпионата России по дзюдо, обладатель Кубка России по самбо, 2-кратный чемпион мира по самбо, обладатель Кубка мира по самбо, Заслуженный мастер спорта России, тренер школы самбо Выксунского металлургического завода. Выступал в весовых категориях до 62-74 кг. Его тренерами были Михаил Гордеев и Виктор Егрушов.

## Спортивные результаты

### Самбо

#### Чемпионаты страны
- Чемпионат России по самбо 2001 года — ;
- Чемпионат России по самбо 2002 года — ;
- Чемпионат России по самбо 2003 года — ;
- Чемпионат России по самбо 2005 года — ;
- Чемпионат России по самбо 2006 года — ;
- Чемпионат России по самбо 2008 года — ;
- Чемпионат России по самбо 2009 года — ;

#### Кубок страны
- Кубок России по самбо 2004 года — ;
- Кубок России по самбо 2005 года — ;
- Кубок России по самбо 2007 года — ;
- Кубок России по самбо 2008 года — ;

### Дзюдо
- Чемпионат России по дзюдо 2007 года — ;